# 胸横筋
胸横筋（きょうおうきん、英語: transversus thoracis muscle）は、胸部の筋肉のうち、胸壁肋間隙にある胸壁筋のうちの一つ。胸郭前壁の内面に存在する。
胸骨の裏面および剣状突起を起始とし、第2～第6肋軟骨に付着する。
肋骨を引き下げる作用がある。